# Dimorphodontia
Dimorphodontia è un clade estinto di primitivi pterosauri "rhamphorhynchoidi" vissuti tra Triassico superiore-Giurassico inferiore, circa 208-182 milioni di anni fa (Retico-Toarciano), sia in Europa sia in Nord America.
Originariamente, fu creata la famiglia dei Dimorphodontidae, nominata nel 1870 da Harry Govier Seeley (come "Dimorphodontae"), con Dimorphodon come unico membro conosciuto. Nel 2003, David Unwin ha definito il clade di Dimorphodontidae, come il gruppo formato dall'ultimo antenato comune di Dimorphodon macronyx e Peteinosaurus zambellii, e tutti i loro discendenti. Tuttavia, studi successivi hanno dimostrato che Dimorphodon non è strettamente imparentato con Peteinosaurus, pertanto la definizione di Dimorphodontidae è superflua. Nel 2014, Brian Andres e colleghi hanno definito il clade, Dimorphodontia, come una sostituzione. Dimorphodontia includerebbe tutti gli pterosauri più strettamente legati a Dimorphodon rispetto a Pterodactylus. Secondo l'analisi pubblicata da Andres et al., Dimorphodontia è un piccolo gruppo, che include solo Dimorphodon e Parapsicephalus. Tuttavia, successive analisi filogenetiche hanno dimostrato che Parapsicephalus era in realtà un membro di Ramphorynchidae, classificazione accertata dalla forma del muso, più stretta e sinuosa rispetto a Dimorphodon.
Nel 2018, un parente stretto di Dimorphodon è stato rinvenuto negli strati del Triassico superiore in Nord America, e descritto da Britt e colleghi, il Caelestiventus. La sua scoperta ha ampliato la gamma geografica, temporale e anche ecologica dei Dimorphodonti, essendo il Caelestiventus stato scoperto in strati sedimentari del Triassico superiore nelle Nugget Sandstone nello Utah, all'epoca un deserto costellato di oasi. Britt e colleghi hanno inoltre ridefinito Dimorphodontidae come clade meno inclusivo contenente Dimorphodon macronyx e Caelestiventus hanseni.